# Шкарлет, Сергей Николаевич
Серге́й Никола́евич Шка́рлет (укр. Сергій Миколайович Шкарлет; 19 октября 1972, Коканд, Узбекская ССР, СССР) — украинский экономист,  доктор экономических наук (2008), профессор (2008), ректор Черниговского национального технологического университета (2010—2020). Заместитель Министра образования и науки по вопросам европейской интеграции. Министр образования и науки Украины (25 июня 2020 — 20 марта 2023).

## Биография
Окончил среднюю школу в Нежине, получив аттестат о полном общем среднем образовании с золотой медалью. После окончания школы в сентябре 1989 года поступил учиться в Киевский политехнический институт на факультет прикладной математики по специальности «Математическое обеспечение системы автоматизации», который закончил в марте 1995 года, получив диплом специалиста по специальности инженер-математик.
В октябре 1995 года для получения второго высшего образования поступил на дневную форму обучения в Финансово-экономический институт при Черниговском технологическом институте по специальности «Учёт и аудит», который закончил в июне 1996 года, получив диплом специалиста по специальности экономист.
В октябре 2000 года защитил диссертацию на соискание учёной степени кандидата экономических наук на тему «Экономическое управление инновационной предпринимательской деятельностью в области создания программного обеспечения» по специальности 08.06.02 — «Предпринимательство, менеджмент и маркетинг» в специализированном ученом совете Д 26.006.04 Киевского национального экономического университета.
В 2003 году получил учёное звание доцента по кафедре эконометрии, учёта и аудита.
В январе 2008 года защитил диссертацию на соискание учёной степени доктора экономических наук на тему «Формирование экономической безопасности предприятий средствами активизации их инновационного развития» по специальности 08.00.04 — «Экономика и управление предприятиями» в специализированном ученом совете Д 26.006.03 Киевского национального экономического университета имени Вадима Гетьмана.
В октябре 2008 года получил учёное звание профессора по кафедре менеджмента.
В июне 2020 года в монографии и научных работах Сергея Шкарлета были обнаружены большие объёмы академического плагиата.
Министр образования и науки Украины с 17 декабря 2020 по 20 марта 2023. В марте 2023 года отправлен в отставку Верховной радой Украины 295 голосами депутатов (при 226 необходимых).

## Трудовая деятельность
С апреля по сентябрь 1995 года работал инженером-конструктором Нежинского НПК «Прогресс».
С июля 1996 года по август 1996 года работал ассистентом на кафедре менеджмента в Черниговском технологическом институте. С сентября 1996 года по май 1998 года работал преподавателем кафедры эконометрии, учёта и аудита в Черниговском технологическом институте. С июня 1998 года по апрель 2001 работал старшим преподавателем кафедры эконометрии, учёта и аудита в Черниговском государственном технологическом университете.
С июня 1999 по июль 2003 года работал проректором по учебно-воспитательной работы в Черниговском институте информации, бизнеса и права Международного научно-технического университета (по совместительству). С апреля 2001 года по июль 2003 года работал доцентом кафедры эконометрии, учёта и аудита в Черниговском государственном технологическом университете. С июля 2001 года — ректор Черниговского института информации, бизнеса и права Международного научно-технического университета имени академика Юрия Бугая. С сентября 2006 года — профессор кафедры менеджмента Международного научно-технического университета имени академика Юрия Бугая.
С мая 2010 года по декабрь 2020 года — ректор Черниговского национального технологического университета.
Имеет 120 опубликованных научных работ. Под непосредственным научным руководством Шкарлета защищены диссертационные работы трёх докторов и семи кандидатов экономических наук.

## Отличия и награды
- 2001 — лауреат конкурса «Молодой ученый года» Черниговской облгосадминистрации.
- 2008 — благодарность главы Черниговской облгосадминистрации.
- 2012 — почётное звание «Заслуженный деятель науки и техники Украины» за весомый личный вклад в развитие отечественной науки, укрепление научно-технического потенциала Украины, многолетний добросовестный труд был удостоен[8].
- 2016 — Орден «За заслуги» (Украина) ІІІ степени за значительный личный вклад в государственное строительство, социально-экономическое, научно-техническое, культурно-образовательное развитие Украины, весомые трудовые достижения и высокий профессионализм был награждён[9].
- 2017 — Указом Президента Украины № 374/2017 от 18 ноября 2017 года присуждена Государственная премия Украины в области образования в номинации «Высшее образование» за работу «Научно-теоретические, методические и технологические аспекты комплексной ИТ-поддержки деятельности инновационного университета».
- 2020 — Орден «За заслуги» (Украина) ІІ степени[10].
- Лауреат антипремии Академическое недостоинство в номинации «Плагиатор 2020/21»[11]